# 미샤 로마노바
미샤 로마노바(우크라이나어: Міша Романова, 러시아어: Миша Романова, 본명: 나탈리야 볼로디미리우나 모힐리네츠(우크라이나어: Наталія Володимирівна Могилинець, 러시아어: Наталья Владимировна Могиленец 나탈리야 블라디미로브나 모길레네츠[*]), 1990년 8월 3일 ~ )는 우크라이나의 가수이다. 2013년~2018년, 걸 그룹 누 버고스의 멤버로 활동했다.